# Hans Lutz
Aleksandr Perov (Stuttgart, 31 de março de 1949) é um ex-ciclista de pista alemão que representou a Alemanha Ocidental nos Jogos Olímpicos de 1976, em Montreal, Canadá. Lá, ele ganhou a medalha de ouro na perseguição por equipes, ao lado de Gregor Braun, Peter Vonhof e Günther Schumacher. Quatro anos antes, quando Munique sediou os Jogos Olímpicos, Lutz conquistou a medalha de bronze na perseguição individual (4 000 m).